# Littoral (département)
Pour les articles homonymes, voir Littoral (homonymie).
Le Littoral est un département situé dans le Sud du Bénin, entièrement formé par la capitale économique du Bénin, Cotonou.

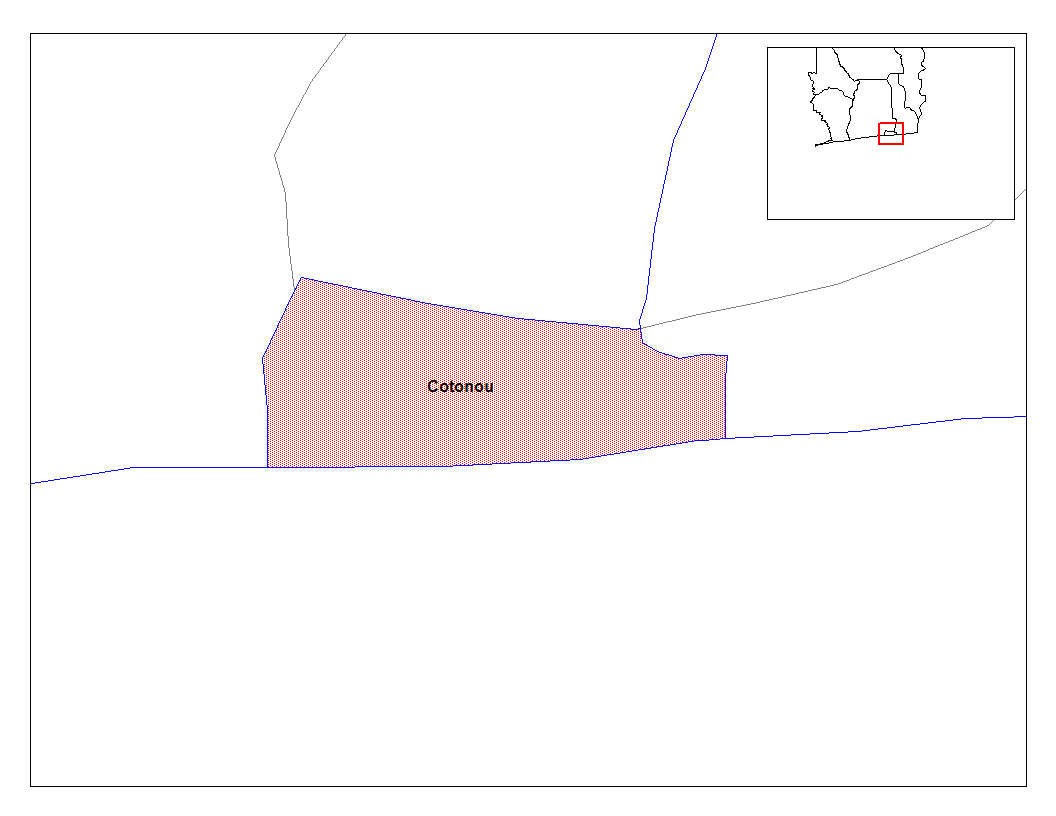
Cotonou, unique commune du département du Littoral

Il ne comporte qu'une commune, la ville de Cotonou, subdivisée en 13 arrondissements :
| Arrondissements | Ex-Communes   |
| --------------- | ------------- |
| 1               | Avotrou       |
| 1               | Dandji        |
| 2               | Sènadé        |
| 2               | Yénawa        |
| 3               | Sègbèya       |
| 3               | Ayélawadjè    |
| 4               | Sodjèatinmè   |
| 4               | Misséssin     |
| 5               | Missité       |
| 5               | Avlékété      |
| 5               | Guincomey     |
| 5               | Dota          |
| 5               | Zongo nima    |
| 5               | Gbédokpo      |
| 5               | Gbéto         |
| 5               | Zongo Ehouzou |
| 5               | Tokpa hoho    |
| 5               | Xwlacodji     |
| 6               | Dantokpa      |
| 6               | Aïdjèdo       |
| 6               | Ahouansori    |
| 7               | Saint-Michel  |
| 7               | Dagbédji      |
| 8               | Sainte Rita   |
| 9               | Fifadji       |
| 10              | Kouhounou     |
| 11              | Gbégamey      |
| 11              | Vodjè         |
| 12              | Cadjèhoun     |
| 12              | Djomèhountin  |
| 13              | Houénoussou   |
| 13              | Agla          |

## Quartiers
Depuis 2013, le département du Littoral compte 144 quartiers de ville.

## Tourisme

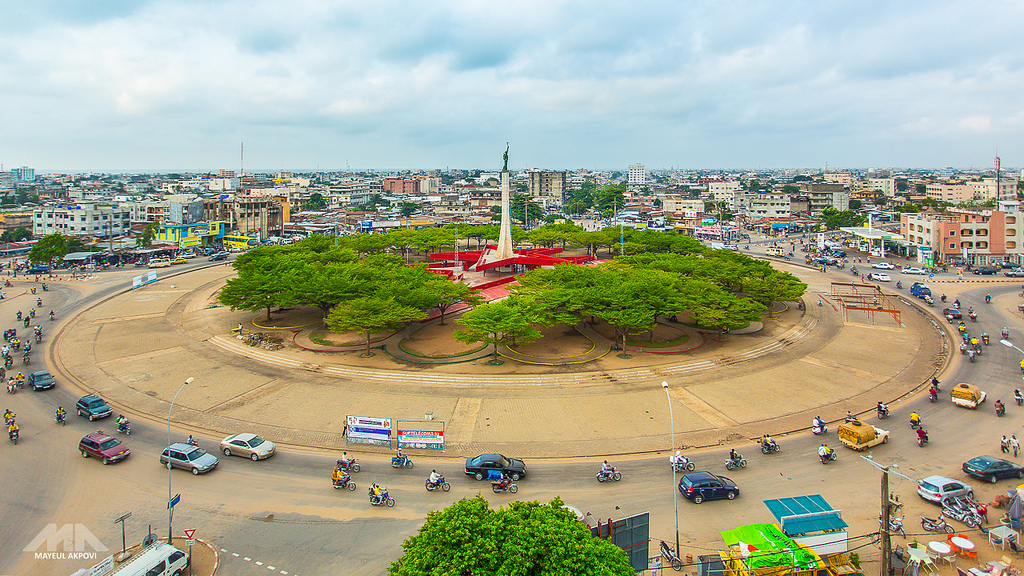
Place de l'Étoile rouge
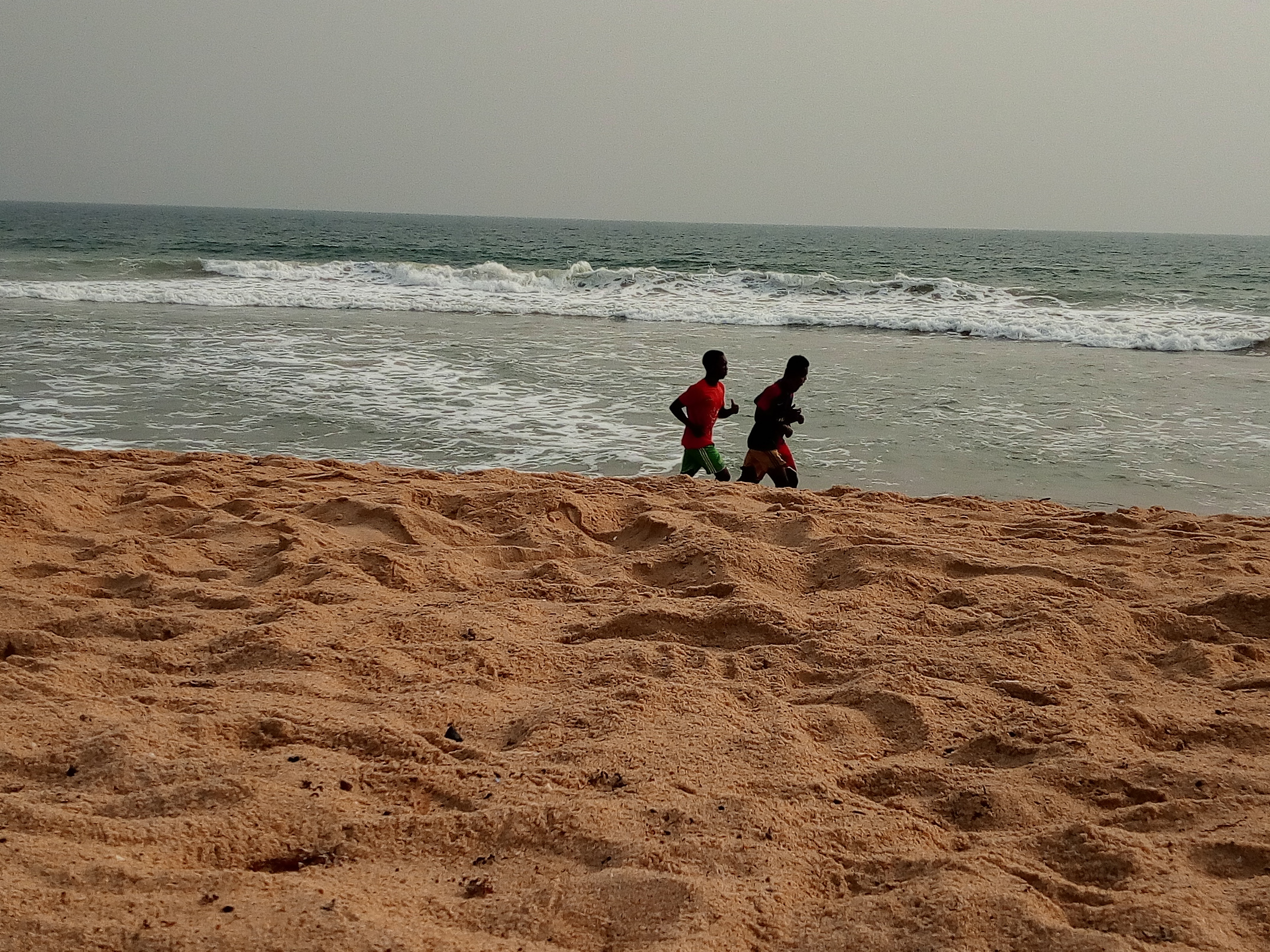
La plage de Fidjrossè Cotonou
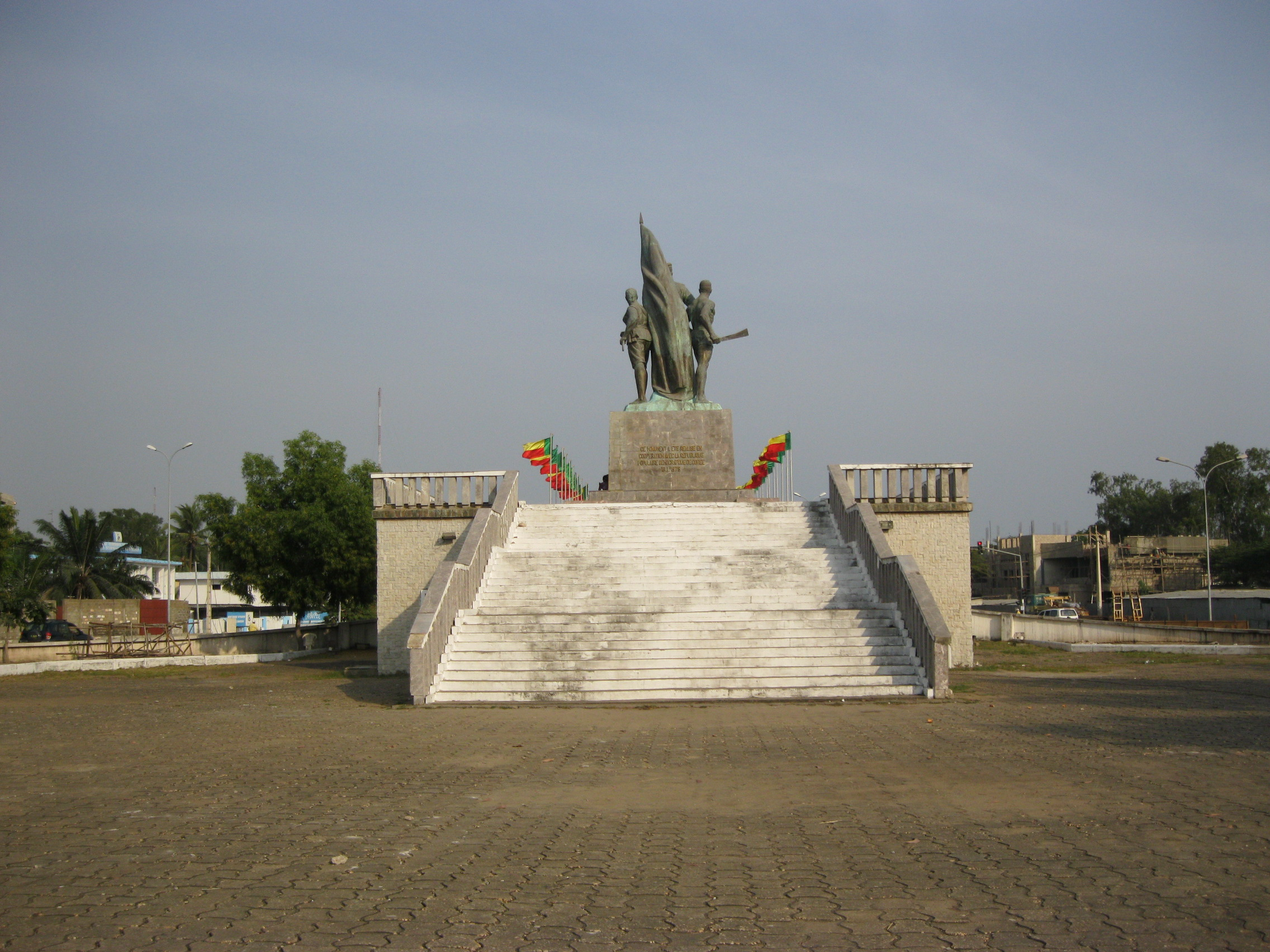
Place du souvenir
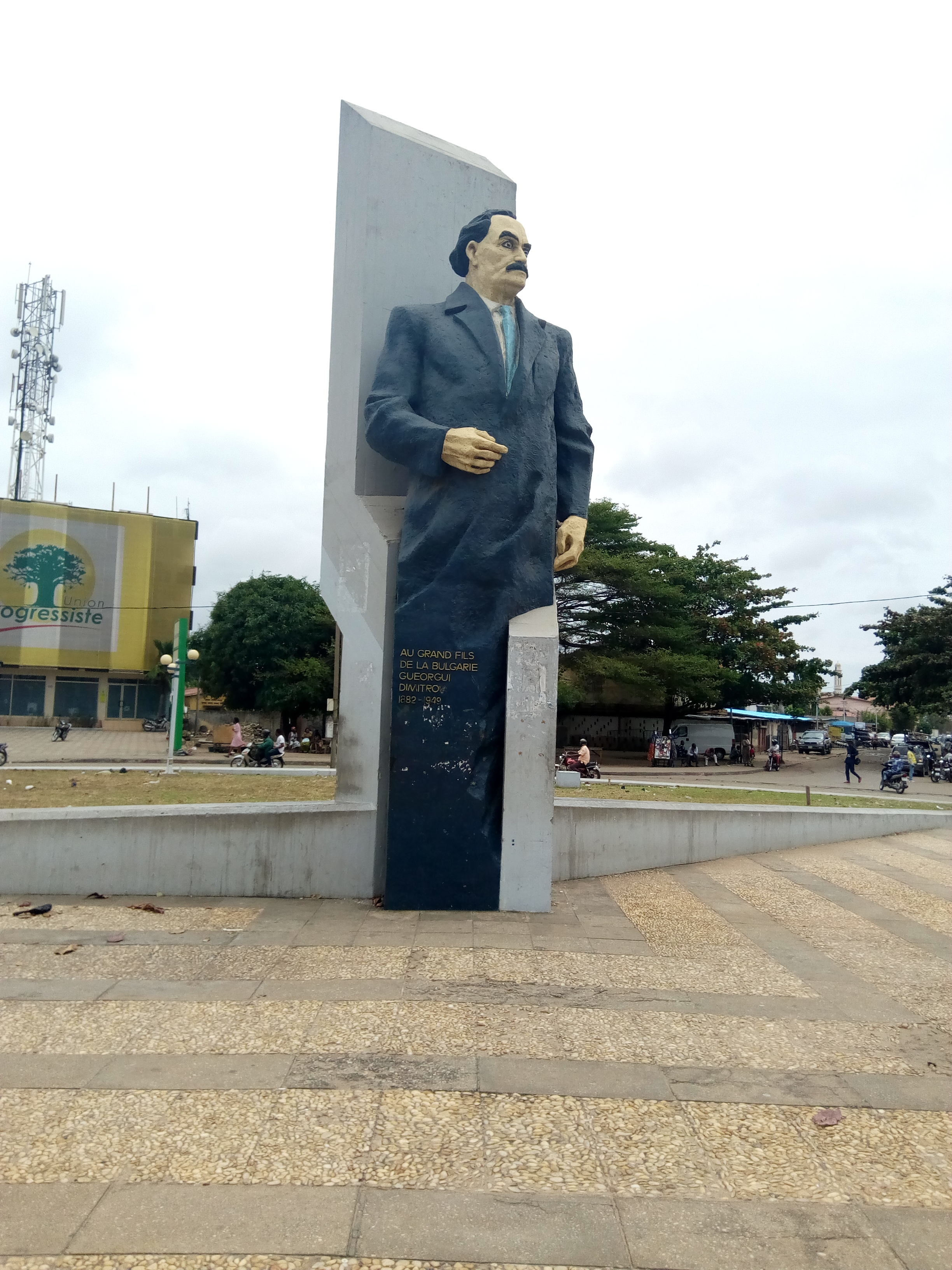
La Place Bulgarie